# Osório Costa

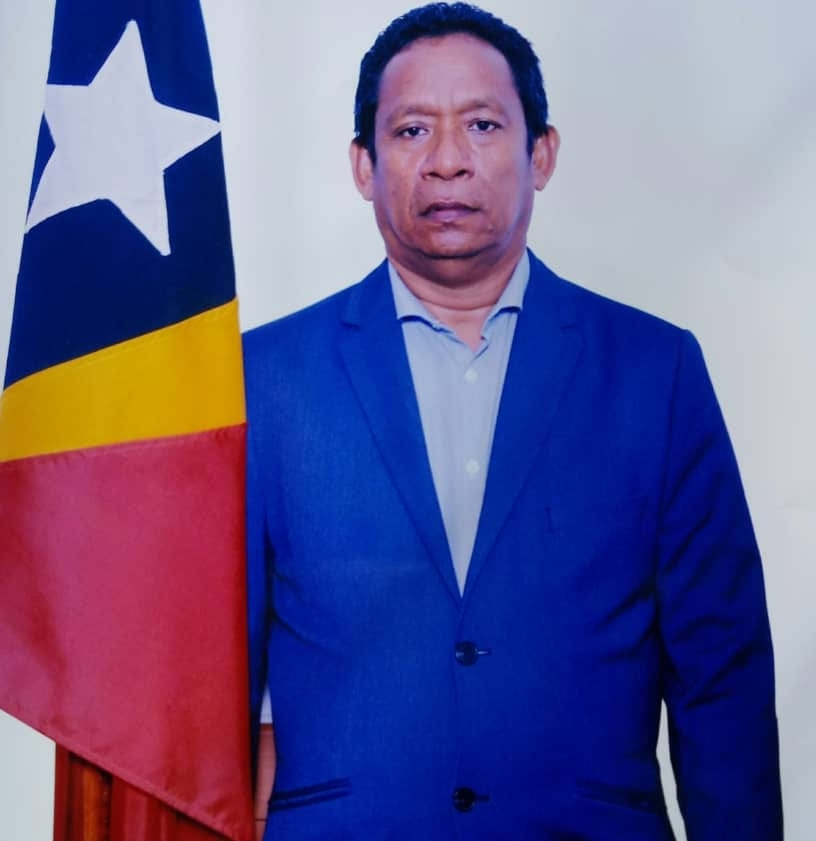
Osório Costa

Osório Florindo da Conceição Costa (* 14. Februar 1966 in Lospalos, Portugiesisch-Timor) ist ein Politiker aus Osttimor. Er ist Mitglied der Partei FRETILIN.

## Werdegang
Costa hat eine Ausbildung als Landwirtschaftsingenieur. Bis 2007 war er Professor an der Universidade Nasionál Timór Lorosa'e (UNTL). 2007 zog er als Abgeordneter in das Nationalparlament Osttimors ein. Hier gehörte er von 2007 bis 2012 der Kommission für Beseitigung der Armut, ländliche und regionale Entwicklung und Gleichstellung der Geschlechter (Kommission E) an. Bei einer heftigen Diskussion geriet Costa 2008 in ein Handgemenge, als er den Partido Democrático (PD)-Abgeordneten Vital dos Santos angriff.
Nach den Parlamentswahlen 2012 wurde er Mitglied der Kommission für Infrastruktur, Transport und Kommunikation (Kommission E). Bei den Parlamentswahlen in Osttimor 2017 kandidierte Costa für die FRETILIN auf Platz 13 und zog damit wieder in das Nationalparlament ein., musste aber verfassungsgemäß seinen Sitz wieder abgeben, als er am 3. Oktober zum Staatssekretär für Sport und Förderung des höheren Wettbewerbs in der VII. Regierung Osttimors vereidigt wurde. Seine Amtszeit als Staatssekretär endete mit Antritt der VIII. Regierung Osttimors am 22. Juni 2018.
Costa ist Vizevorsitzender des Sportvereins AS Ponta Leste. Bis 2017 war er zudem Vizepräsident der Federação Futebol Timor-Leste (FFTL) und bis 2018 amtsführender Präsident.